# Jean-François Terme
Pour les articles homonymes, voir Terme.
Jean-François Terme né à Lyon le 11 juillet 1791 et mort dans la même ville le 8 décembre 1847 est un médecin et un homme politique français.
Maire de Lyon de 1840 à 1847. Il est également député du Rhône.

## Biographie

### Jeunes années
Jean-François Terme est issu d'une riche famille de négociants. 
Après ses études, il épouse la profession de médecin ; il prendra d'ailleurs la direction du conseil d'administration des Hospices civils de Lyon le 15 février 1832 réunissant ainsi ses compétences professionnelles et son goût pour les affaires publiques.
Jean-François Terme est le propriétaire du château de Longeval, situé à Saint-Just-d'Avray, dans le Beaujolais. Ce château accueille en 2011 l'institut thérapeutique, éducatif et pédagogique « Clair Joie ».

### Carrière politique
D'abord 1er adjoint de Victor Prunelle à la ville de Lyon, il succède à Christophe Martin comme maire de la ville, le 9 octobre 1840. À peine élu, il est confronté aux inondations de 1840 dues aux crues du Rhône. Cet évènement conditionnera son action à la tête de la ville. En effet, il a initié de grandes transformations urbaines notamment le développement d'un système d’égouts ainsi que « l’éclairage au gaz, la régénération de la Boucherie-des-Terreaux, l‘élargissement de la rue des Bouquetiers, l‘ouverture de la rue de Bourbon et de la rue Centrale,la construction du pont de Nemours, l‘élargissement des quais Villeroy et Saint-Antoine, la création du quai Fulchiron, la restauration de l'église Saint-Nizier et celle du Palais-des-Arts, et l‘immense perfectionnement de la voie publique ».
Jean-François Terme a également été député du Rhône entre 1842 et 1847.
Il meurt avant la fin de son mandat de maire ; il est remplacé par intérim par son 1er adjoint, Clément Reyre.

### Autres fonctions
Membre de la loge maçonnique du « Parfait Silence », Jean-François Terme est également membre de plusieurs sociétés savantes et notamment de l'Académie des sciences, belles-lettres et arts de Lyon et de l'Académie d'agriculture de France.

## Hommages

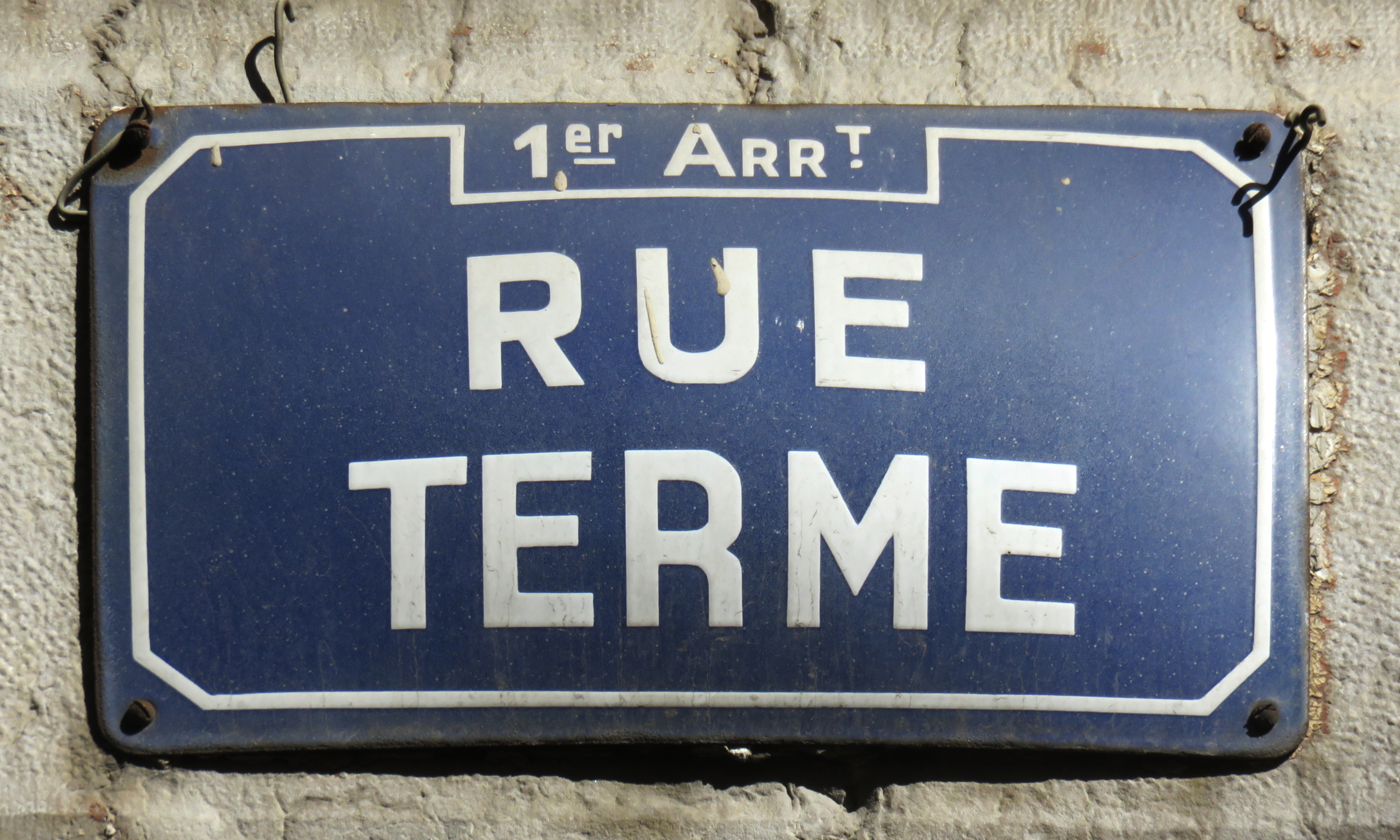
Plaque de la rue Terme.

La rue Terme, sur les pentes de la Croix-Rousse, dans le 1er arrondissement de Lyon lui est dédiée.

## Discours publiés
- Discours sur les monnaies : prononcé dans la séance de la chambre des députés du 1er juin 1843 (lire en ligne).